# Debby van Dooren
Deborah Rebecca „Debby“ van Dooren (* 11. August 1986 in München) ist eine deutsch-US-amerikanische Singer-Songwriterin und Voice-Over-Sprecherin.

## Leben
Als jüngstes von fünf Kindern eines Songwriters, Musikers und Pastors mit ägyptisch-niederländischen Wurzeln sowie einer Managerin und Fotografin mit US-Wurzeln geboren, wurde van Dooren in der Kindheit für die Musik begeistert.
Mit neun Jahren wurde sie Frontsängerin der Hip-Hop-Girlgruppe „Sista Sista“. Diese tourte als Vorgruppe von 3T und veröffentlichte eine Single. Nachdem sich die Band aufgelöst hatte, fing van Dooren an, eigene englische Lieder zu schreiben und erste Demos aufzunehmen; zudem spielte sie in Musicals mit – unter anderem „Annie“ und „Just one world“. Musikalisch beeinflusst wurde sie unter anderem von Brandy, Mariah Carey und Destiny’s Child.
Neben ihrer musikalischen Karriere war sie Synchronsprecherin und -sängerin der jungen „Kiara“ (König der Löwen II), „Melody“ (Arielle II), „Kleinen Miriam“ (Der Prinz von Ägypten), „Vaiana“ (Vaiana) und „Meechee“ (Smallfoot). Sie trat zudem als Schauspielerin in TV-Produktionen auf. Mit 14 Jahren begann sie, in eigene Songideen zu produzieren.
Im Jahr 2006 co-produzierte und schrieb van Dooren Lieder mit ihren Schwestern für das Album Share Eternity der „Van Dooren Sisters“. Die Schwestern traten sieben Jahre lang auf Festivals, in Kirchen und Events in Deutschland auf, bis sich die Band 2007 auflöste. Danach konzentrierte sich van Dooren auf Soloprojekte und veröffentlichte unter anderem im Jahr 2013 die erste Solo-CD Not Afraid und das Buch „Not Afraid – Auf der Bühne des Lebens“. Im Jahr 2015 nahm sie an der Castingshow „The Voice of Germany“ teil. Im Jahr 2016 sang sie die Hauptrolle der „Vaiana“ im gleichnamigen Film. Sie arbeitet zudem als Sängerin für Studioproduktionen und als Voice-Over-Sprecherin auf Deutsch und Englisch. 2024 war sie wieder in Vaiana 2, als Singstimme der Vaiana, zu hören.
Van Dooren ist Mutter von 2 Kindern. Beide sind die deutsche Stimme der jungen Vaiana. 

## Diskografie
Alben
- 2006: Van Dooren Sisters – Share Eternity
- 2013: Not Afraid
- 2017: The Underdog (EP)

Lieder
- 2016: Ich bin bereit (DE: Gold)

## Auszeichnungen für Musikverkäufe
| Land/RegionAuszeichnungen für Musikverkäufe (Land/Region, Auszeichnungen, Verkäufe, Quellen) | Gold  | Platin | Verkäufe | Quellen           |
| -------------------------------------------------------------------------------------------- | ----- | ------ | -------- | ----------------- |
| Deutschland (BVMI)                                                                           | Gold1 | —      | 200.000  | musikindustrie.de |
| Insgesamt                                                                                    | Gold1 | —      |          |                   |